# Полиизотопный элемент
Полиизотопный элемент, полинуклидный элемент, изотопно-смешанный элемент, разнородный элемент, плеяда — химический элемент, характеристический изотопный состав которого включает несколько изотопов. То есть такой элемент представлен в природе несколькими изотопами. Из 84 элементов, для которых определён характеристический природный изотопный состав, 63 являются полиизотопными. Остальные 21 элемент называются моноизотопными.
Иногда полиизотопными элементами называют элементы, имеющие несколько стабильных нуклидов. По этому определению к полиизотопным элементам относится 55 элементов. Это определение более универсальное, так как не зависит от значения характеристического изотопного состава элемента, но, согласно ему, рубидий, европий, индий и рений, имеющие только один стабильный изотоп не являются полиизотопными. При этом в природе эти элементы содержат соизмеримое количество радиоактивного изотопа, поэтому фактически природные рубидий, европий, индий и рений представляют собой смесь изотопов.
Атомная масса таких элементов определяется как средневзвешенная атомная масса всех существующих в природе изотопов данного химического элемента с учётом их природной (процентной) распространённости в земной коре и атмосфере. До недавнего времени считалось, что изотопный состав полиизотопных элементов, а, следовательно и их атомная масса, постоянны. Но было обнаружено, что эти величины слегка варьируются в зависимости от того, из какого источника получен элемент.
Среди полиизотопных элементов можно выделить:
- элементы, состоящие только из стабильных нуклидов;
- элементы, содержащие как стабильные, так и радиоактивные нуклиды: ванадий, рубидий, индий, лантан, лютеций, рений и европий;
- элементы, имеющие только радиоактивные нуклиды: торий и уран.

Полиизотопные элементы можно разделить на две группы:
- элементы с преобладанием одного из нуклидов;
- элементы, содержащие соизмеримые количества нескольких нуклидов.

К первой группе можно отнести 20 из 63 полиизотопных элементов, у которых содержание одного из нуклидов более чем на порядок превышает содержание прочих. Это: водород, гелий, литий, аргон, ванадий, железо, тантал, лантан, индий, углерод, азот, кислород, неон, кремний, сера, калий, кальций, лютеций, торий, уран.